# Norbert Reithofer

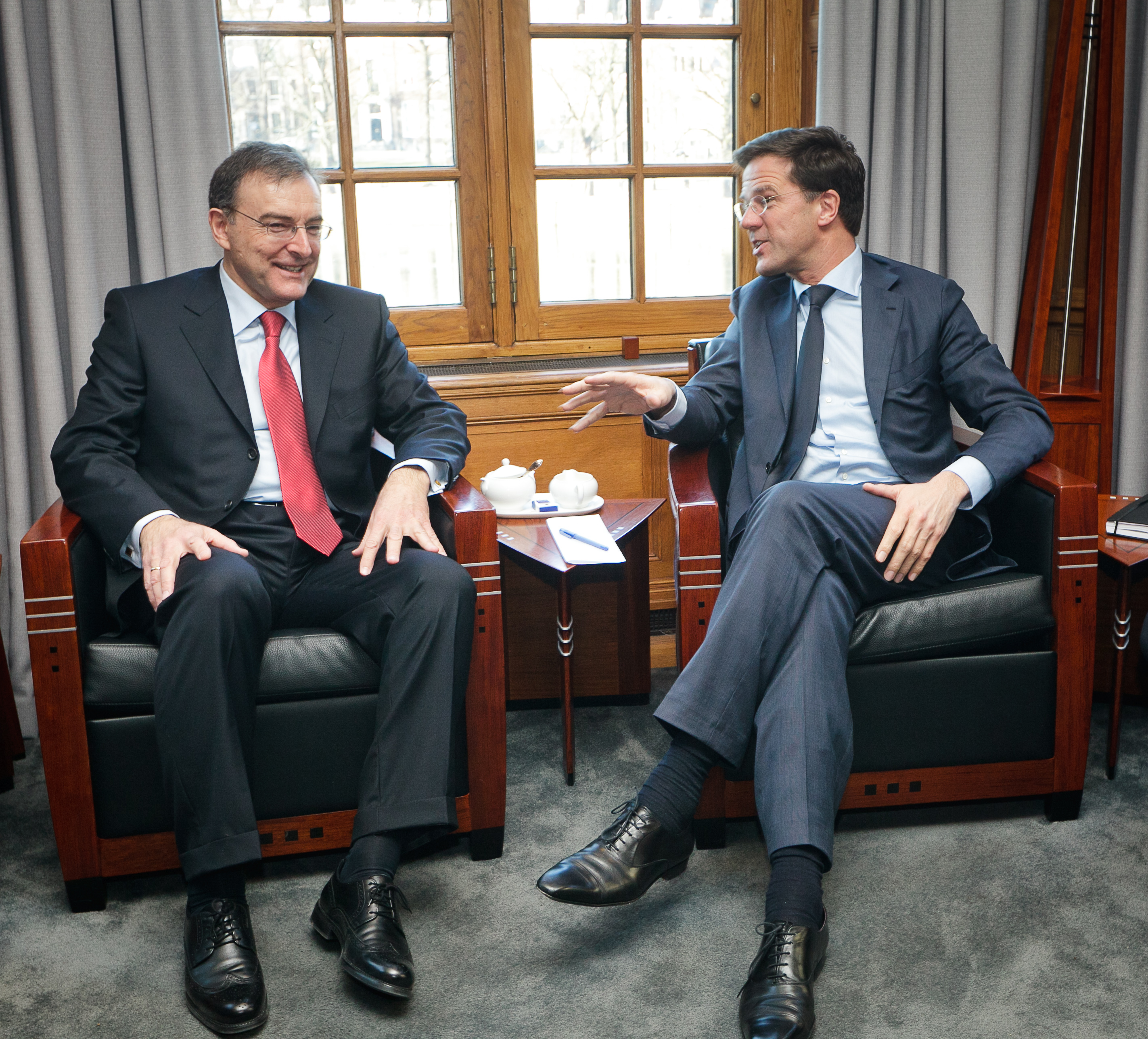
Norbert Reithofer (a sinistra) a colloquio con Mark Rutte

Norbert Reithofer (Penzberg, 29 maggio 1956) è un dirigente d'azienda tedesco.

## Biografia
Dopo il diploma si è laureato in ingegneria meccanica presso l'Università di Scienze Applicate di Monaco in Baviera. Si è poi trasferito al Politecnico di Monaco per studiare Ingegneria della Produzione e Business Administration. Dopo la laurea è diventato assistente di ricerca all'università presso l'Istituto per le macchine utensili e Business Administration di Joachim Milberg, dove ha conseguito il Dottorato. 
Nel 1987 entra a far parte di BMW come capo della pianificazione della manutenzione. Dal 1991 al 1994 è stato Direttore del Corpo in White Divisione Production. Dal 1994 al 1997 Reithofer divenne poi Direttore Tecnico di BMW Sud Africa. Dal 1997 al 2000 è stato presidente  della BMW Manufacturing Corporation (USA), con sede a Spartanburg, Carolina del Sud.
Nel marzo 2000 è tornato a Monaco per partecipare al Consiglio di Amministrazione, come responsabile della produzione.
Nel 2006 è stato nominato presidente e CEO di BMW.